# Synagoge (Krasnobród)

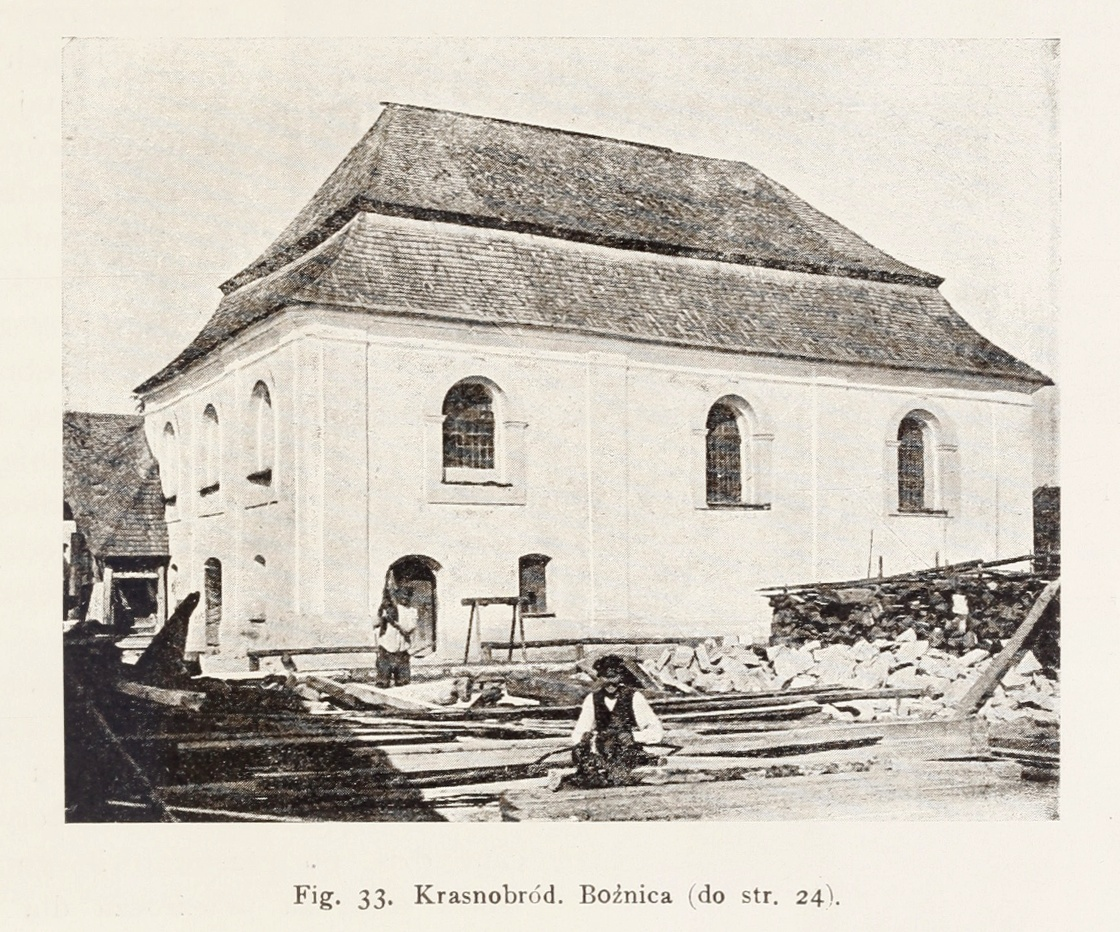
Synagoge Krasnobród (1926)

Die Synagoge in Krasnobród, einer polnischen Stadt in der Woiwodschaft Lublin, wurde vermutlich um die Wende des 17. Jahrhunderts zum 18. Jahrhundert errichtet. Sie wurde im Zweiten Weltkrieg von den deutschen Besatzern zerstört.

## Geschichte
Das exakte Baujahr ist nicht bekannt. Einmal wird 1690 angegeben. Das Gebäude in Krasnobród ist das erste bekannte Beispiel einer Synagpoge in Polen für den gleichzeitigen Bau der Haupthalle mit vorgelagertem Vestibül und Gebetsraum der Frauen darüber.
Die Synagoge wurde 1943 im Rahmen der Vernichtung des polnischen Judentums völlig zerstört.

## Architektur
Das rechteckige Gebäude hatte im Westen ein Vestibül und einen weiteren Raum, in dem sich auch die Treppe zum darübergelegenen Frauengebetsraum befand. Zugang zum Vestibül war durch eine zentral angebrachte Tür und von dort in den Hauptraum (dem Männergebetsraum). Zugang zu dem Raum neben dem Vestibül war durch einen weiteren Eingang an der Südwestecke.
Der Hauptraum war  13 × 14 m groß. Er hatte eine flache Holzdecke, die von vier Holzpfosten gestützt wurde, zwischen denen die Bima stand. Auch wenn die Pfosten nur aus Holz waren, gehört sie damit zu dem Typ einer  Neun-Felder-Synagoge.
Die Synagoge hatte hoch angebrachte, große Rundbogenfenster, Daneben waren neben dem Seiteneingang ein weiteres und neben dem Haupteingang zwei weitere kleinere Fenster. Zwischen den Fenstern war die Fassade durch breite Pilaster gegliedert.
Das Dach war ein zweistufiges Walmdach mit einem kleinen Absatz zwischen den beiden Stufen. Diese Dachart wird als polnisches Dach bezeichnet.
Wie auf Bildern zu erkennen ist, gab es von dem Frauenraum mehrere Öffnungen mit Segmentbögen zum Hauptraum hin. Bei der Bima handelte es um eine von einer Balustrade umgebene erhöhte Plattform, zu der einige Treppenstufen von rechts und links führten. Der Toraschrein war mehrstufig und reich verziert, oben befanden sich die Gesetzestafeln.